# Drog (råmaterial)
Drog (engelska crude drug) är en växt-, eller mindre ofta en djurdel, som innehåller någon form av aktiv substans. Farmakognosi är läran om dessa droger. En drog innehåller sällan bara en aktiv substans och många av våra moderna läkemedel är utvecklade och renade substanser med ursprung i växtriket.
Aktiva substanser extraheras vanligtvis inom folkmedicin med hjälp av någon av de tre följande formerna: macaerat, dekokt eller infusion (även benämnt "extrakt").
Officinell benämndes droger som förr hölls på apotek.
Ordet drog används i dagligt tal som synonym till narkotika varför viss förvirring kan uppstå. Som ett klargörande exempel är torkade kokablad en drog medan kokain utvunnet från bladen är ett narkotikum.

## Exempel på växtdroger
- Ginsengrot
- Läkevänderot (Valeriana officinalis)
- Opium, som utvinns från opiumvallmon (Papaver somniferum) och bland annat är råvara för morfin.
- Hasch och marijuana från hampa (Cannabis sativa).
- Tobak
- Kava
- Betel
- Kokablad, som också är en råvara för kokain.
- Ayahuasca

## Exempel på djurdroger
- Hirudin från blodigel (Hirudo medicinalis) är ett antikoagulans.